# Staten Island Ferry Whitehall Terminal

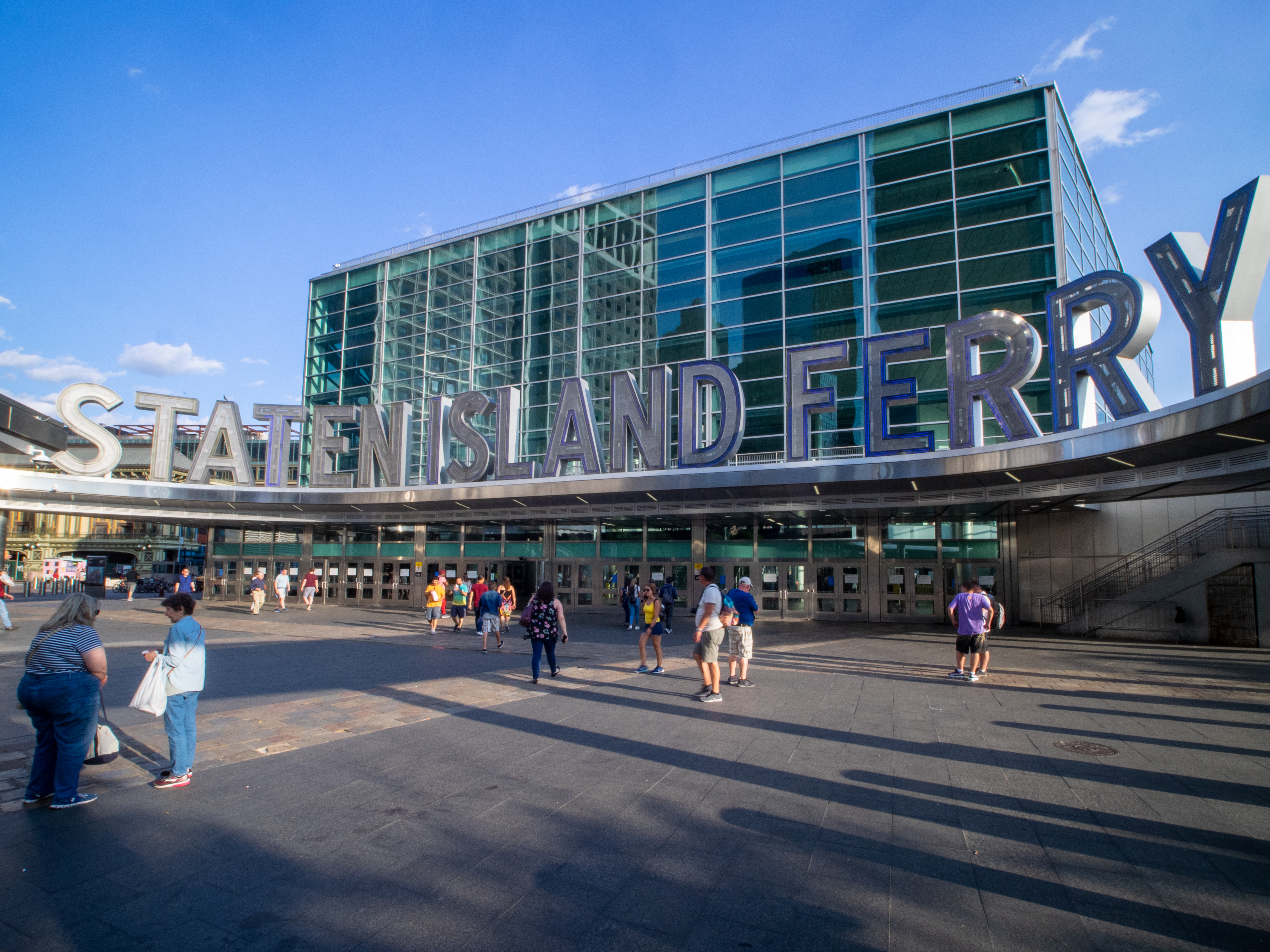
Staten Island Ferry Whitehall Terminal 2019, Eingangsbereich

Route der Staten Island Ferry

Das Staten Island Ferry Whitehall Terminal, kurz: „Whitehall Terminal“, ist ein von der Staten Island Ferry genutztes Fährterminal am East River im District South Ferry an der Südspitze von Manhattan in New York City. Es befindet sich an der Ecke South Street und Whitehall Street im Financial District in Lower Manhattan. Östlich des Terminals liegt das benachbarte Fährterminal Battery Maritime Building und der Büroturm One New York Plaza. Westlich erstreckt sich die Parkanlage The Battery. Das Terminal bildet zusammen mit den benachbarten Subway- und Busstationen einen Intermodalen Verkehrsknotenpunkt.
Die New York City Department of Transportation (NYCDOT) betreibt mit der Staten Island Ferry eine Fährlinie, die die Stadtbezirke Manhattan und Staten Island miteinander verbindet. Vom Whitehall Terminal mit seinen drei Fähranlegern führt die Route der Staten Island Ferry über die Upper New York Bay vorbei an der Statue of Liberty zum St. George Terminal auf Staten Island. Die Nutzung der Fähren ist kostenlos.

## Geschichte
Erbaut von 1908 bis 1909, wurde das Whitehall Terminal am 27. Mai 1909 mit dem Fährdienst nach Stapleton auf Staten Island eröffnet. Es war Teil des von den Architekten Walker und Morris entworfenen „Municipal Ferry Terminal“ (auch „Whitehall Street Ferry Terminal“ genannt) mit sieben Anlegern und fast identisch mit dem anderen Teil, dem benachbarten Battery Maritime Building. Die Anleger 1 und 2 des Whitehall Terminals dienten ausschließlich für den Fährbetrieb nach Staten Island, während die Anleger 5, 6 und 7 des Battery Maritime Buildings für den Fährbetrieb nach Brooklyn zuständig waren. Die geplanten Anleger 3 und 4 im Whitehall Terminal sollten für beide Destinationen genutzt werden. Daneben verkehrten von hier Fähren nach Governors Island und Jersey City (New Jersey). Das geplante und verbindende Mittelteil zwischen den beiden Terminals wurde nie gebaut.
Das Whitehall Terminal wurde von 1953 bis 1956 für 3 Millionen US-Dollar, mit jetzt drei Fähranlegern und unter Verwendung von Teilen der alten Stahlkonstruktion rein funktional umgebaut. Es verfiel jedoch in den 1980er Jahren und wurde durch einen Brand im Jahr 1991 zum Teil zerstört. Dies nahm man zum Anlass für den Bau eines neuen Terminals. Man wählte 1997 den Entwurf des Architekten Frederic Schwartz. Nach dem kompletten Umbau wurde das Terminal im Februar 2005 als wichtiger Verkehrsknotenpunkt wiedereröffnet.

## Beschreibung
Das Whitehall Terminal hat bei einer Grundfläche von zirka 7700 m² eine Nutzfläche von 20.900 m², darunter die 1800 m² große Wartehalle mit Ausgangshallen an der Ost- und Westseite zu den drei Anlegern. Das Design von Schwartz umfasst eine 27 m hohe Eingangshalle mit einer 23 m hohen Glasfassade auf der Landseite. Im Terminal befinden sich neben den Wartebereichen des Weiteren 1900 m² Einzelhandelsfläche, 950 m² Bürofläche und sonstige Flächen. Innerhalb des Terminals betreibt GrowNYC, eine New Yorker Non-Profit-Organisation, mit dem „Greenmarket“ den einzigen Indoor-Bauernmarkt der Stadt. Auf dem Dach errichtete man eine Photovoltaikanlage und eine Aussichtsplattform mit Blick auf den New Yorker Hafen und nach Brooklyn.
Vor dem Terminal auf der Landseite erbaute man ein langes, gewundenes Vordach mit der Aufschrift „Staten Island Ferry“ und eine Percent for Art-Installation genannt „Slips“ von Dennis Adams. Gleichzeitig mit dem Neubau des Terminals entstand vor dem Terminal die neu gestaltete und 2011 eröffnete Peter Minuit Plaza, ein Park mit Sitzgelegenheiten, dem „New Amsterdam Plain“ mit Kunstpavillon, einem Coffeeshop und Zugängen zu der kombinierten U-Bahn-Station South Ferry (Linie )/Whitehall Street (Linien ,  und ) der New York City Subway. Unter einem langen Ausläufer des Vordachs zwischen Battery Park und Peter Minuit Plaza befinden sich am „South Ferry Bus Loop“ mehrere Bushaltestellen. Das Whitehall Terminal ist täglich rund um die Uhr in Betrieb und fertigt täglich rund 70.000 Passagiere ab (im Jahr rund 22 Millionen).

Ansichten
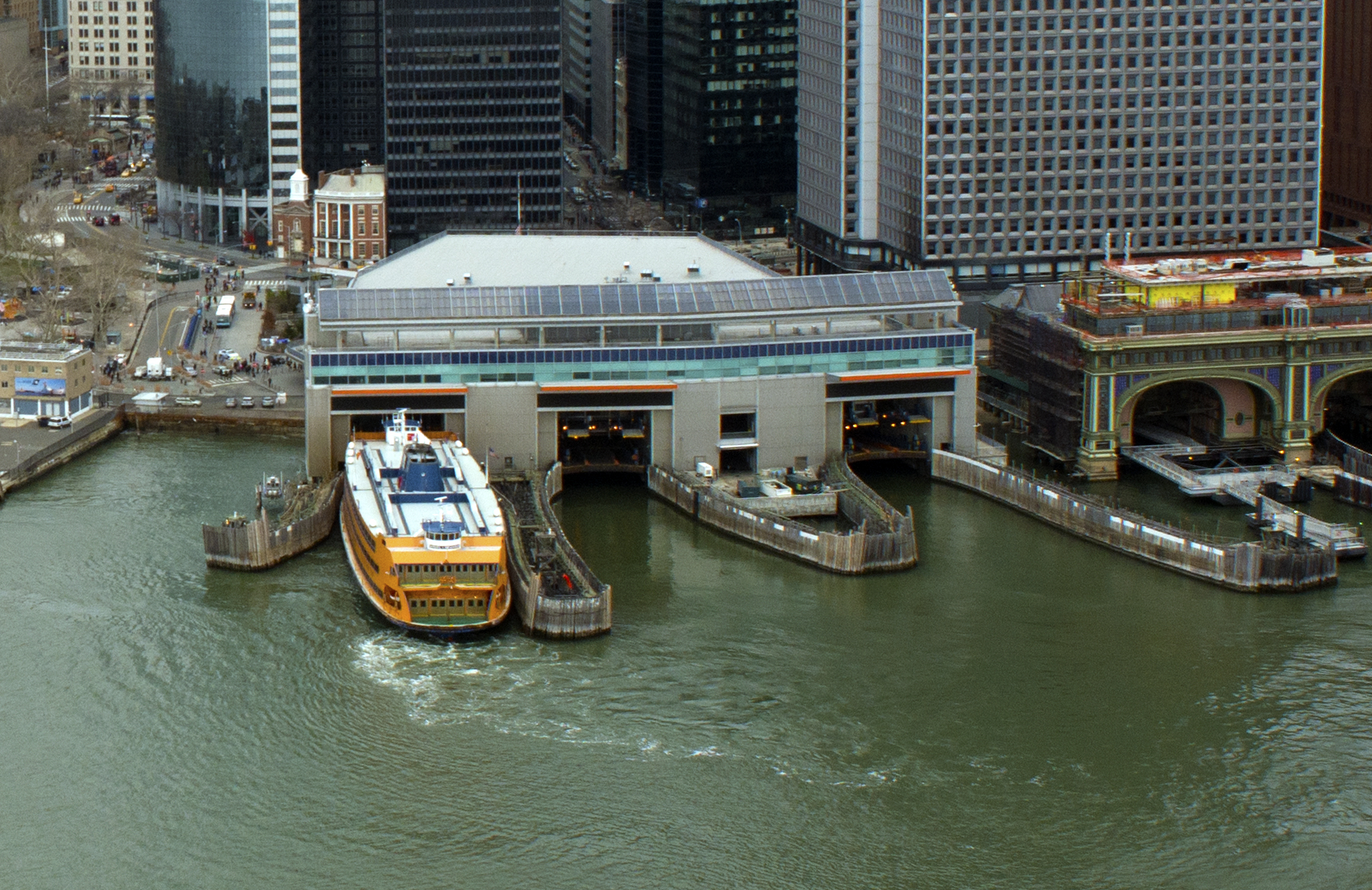
Whitehall Terminal, rechts das Battery Maritime Building
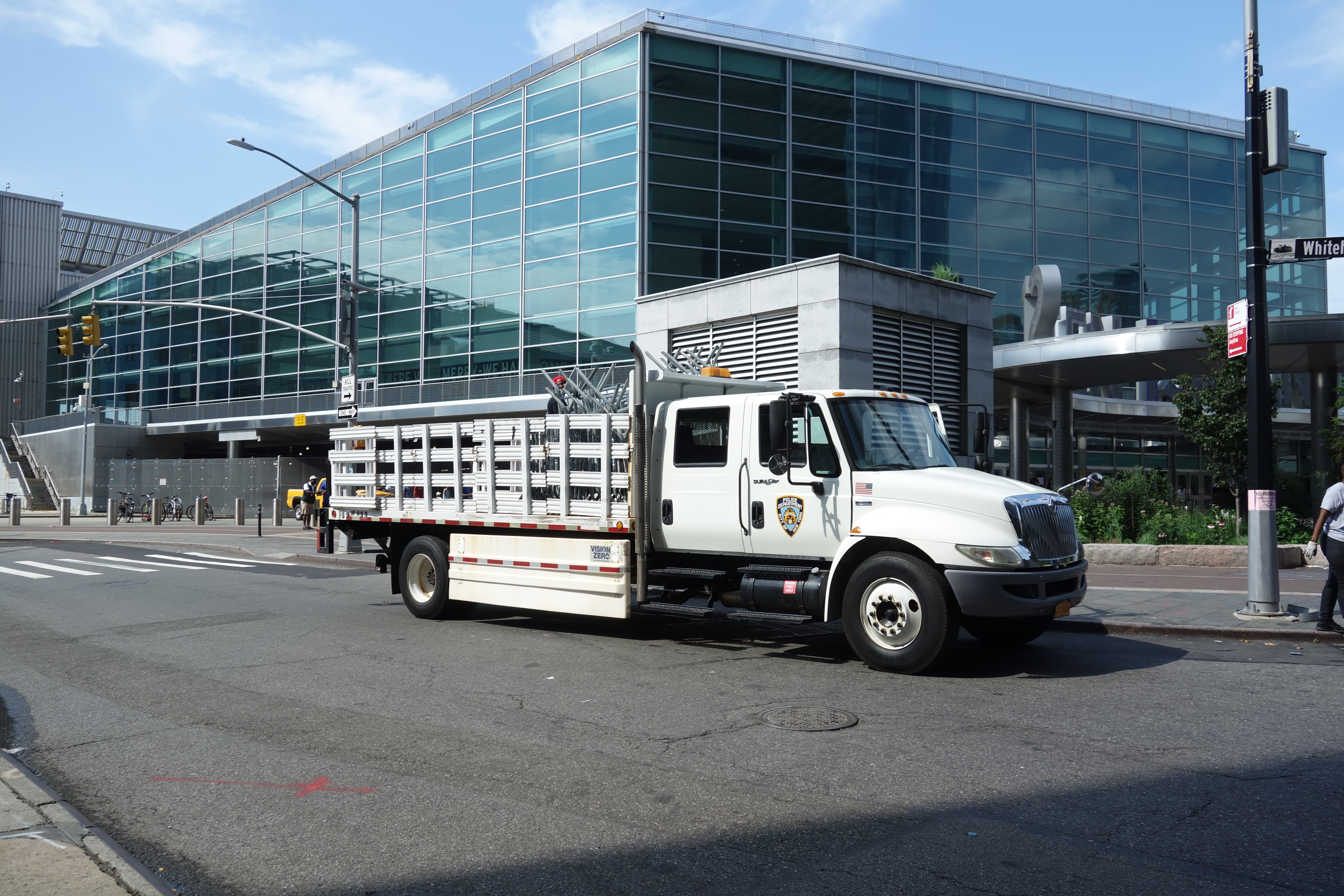
Ostseite
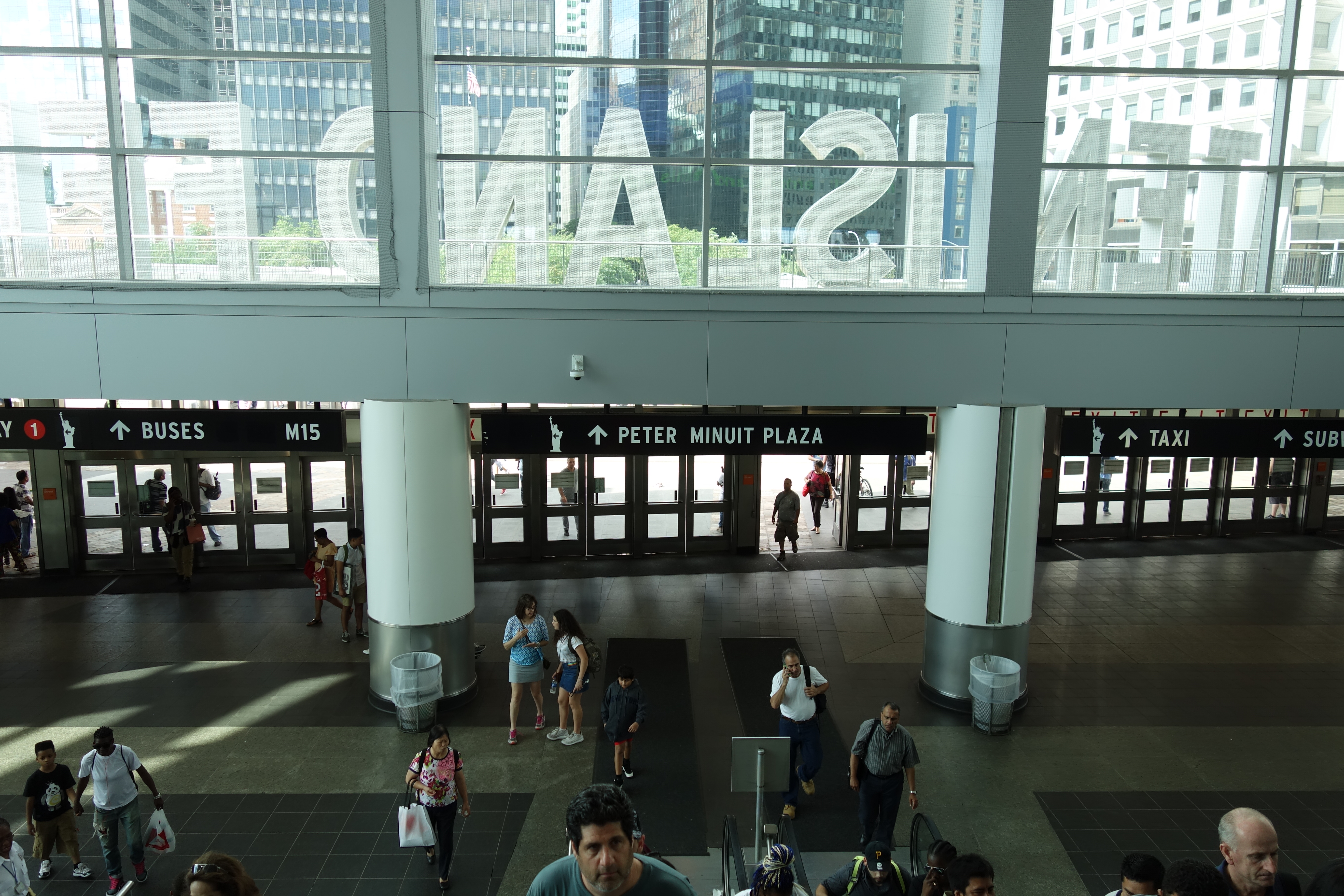
Eingangshalle
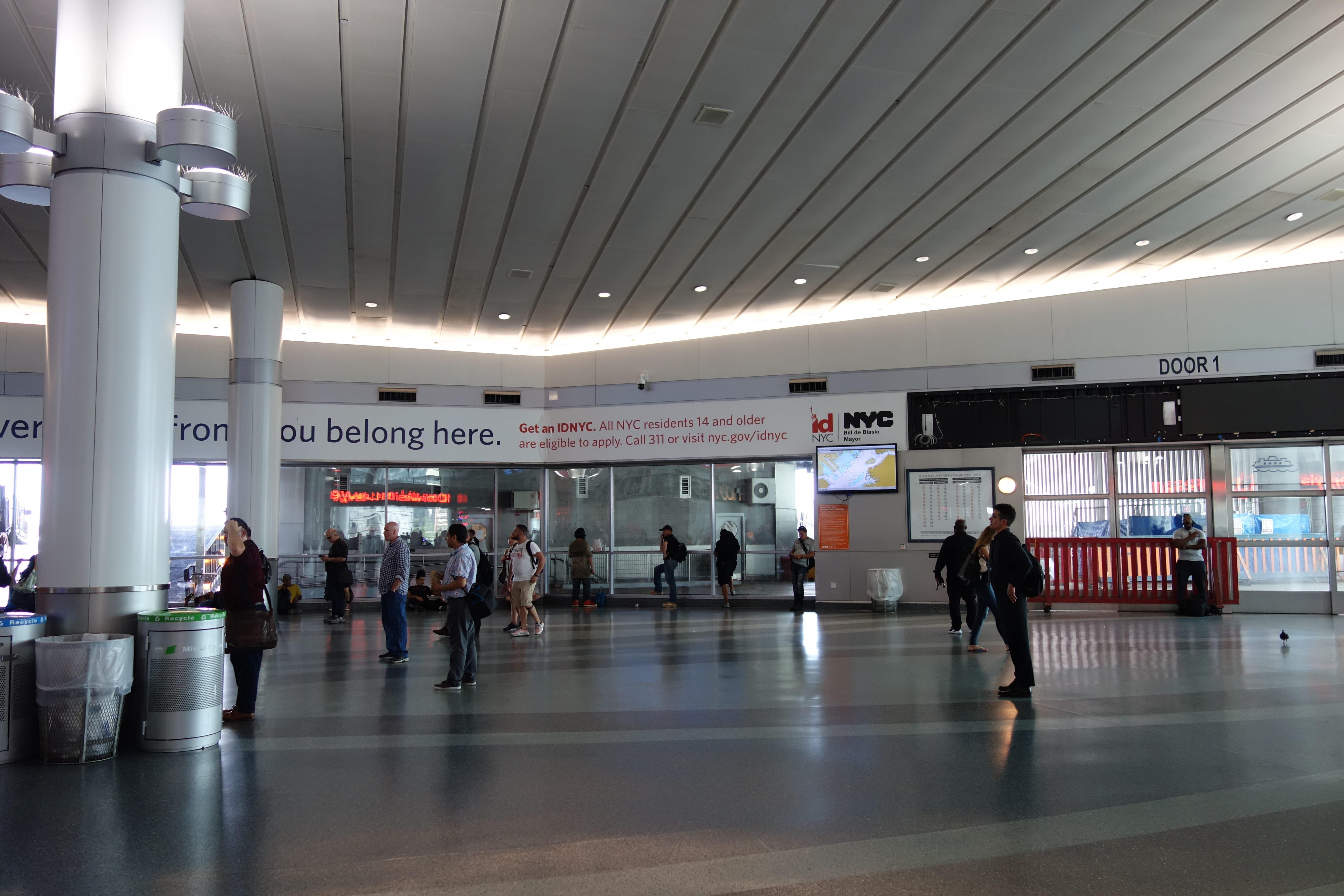
Im Terminal, Door 1
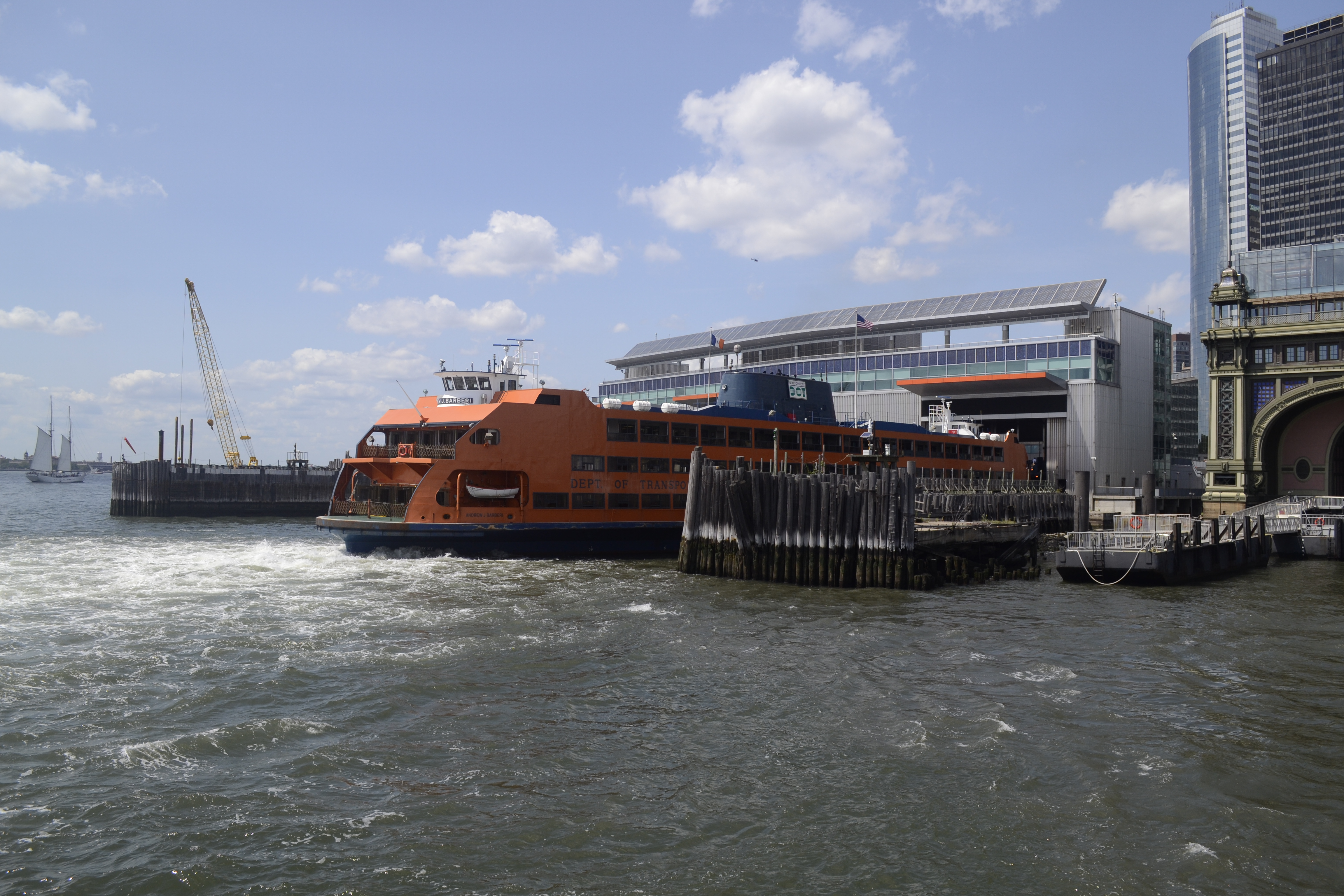
Angedockte Fähre „Andrew J. Barberi“
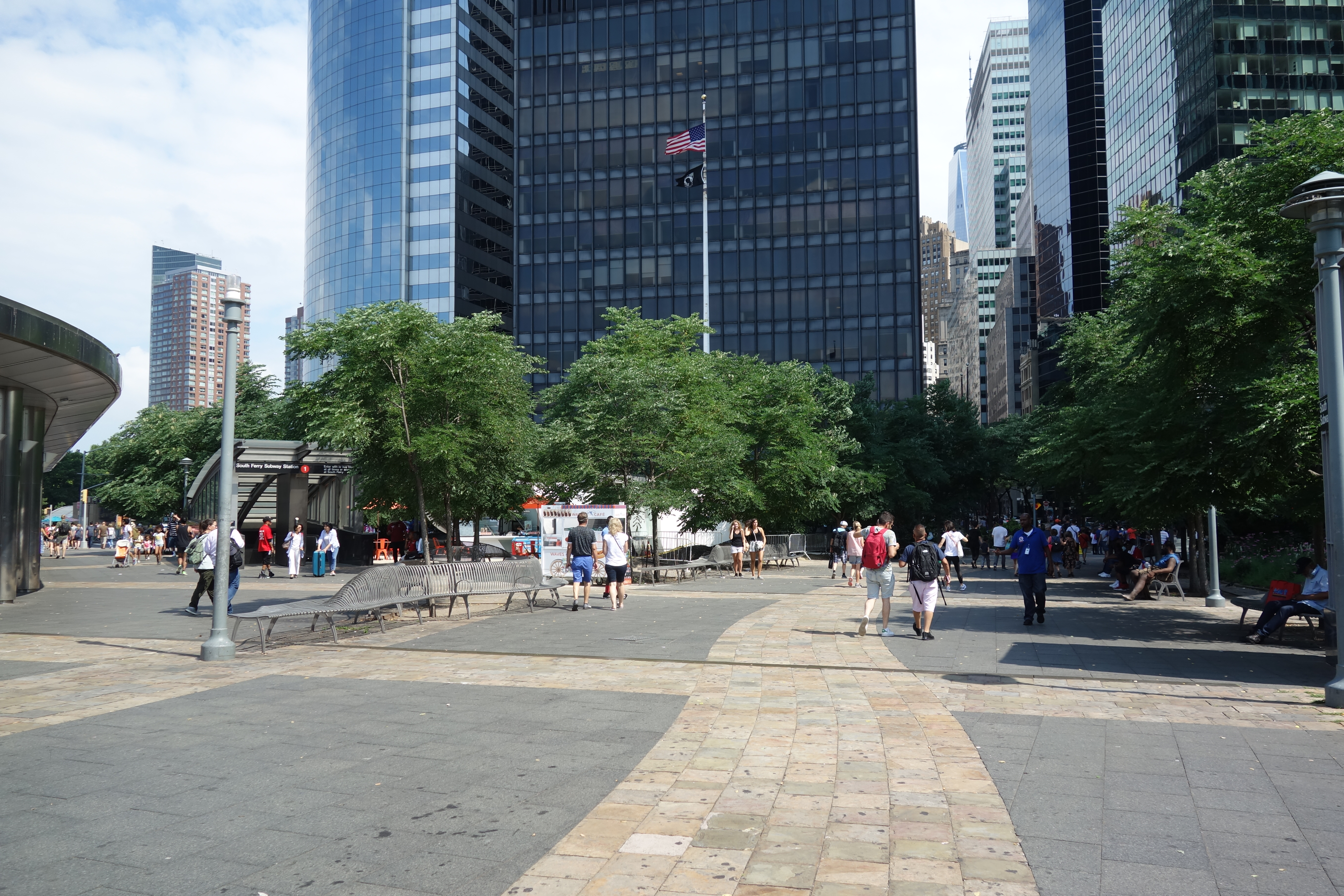
Peter Minuit Plaza